# Kopaliny (potok)
Kopaliny – potok, lewy dopływ Leksandrówki o długości 3,54 km i powierzchni zlewni 6,96 km².
Zlewnia potoku znajduje się na Pogórzu Wiśnickim. Wypływa on na wysokości około 320 m porośniętym lasem parowie w miejscowości Kopaliny. Spływa w kierunku południowo-wschodnim przez obszar miejscowości Stary Wiśnicz, gdzie uchodzi do Leksandrówki na wysokości ok. 250 m.